# Rafael Ortiz de Zárate
Rafael Ortiz de Zárate López de Tejada (1891 – 1936) fue un militar español.

## Biografía
Era miembro de una familia de larga tradición militar.
En julio de 1936 era comandante de ingenieros destinado en Guadalajara, y estaba implicado en la conspiración militar. Tras el estallido de la Guerra Civil, el 20 de julio el Regimiento de Aerostación se sublevó bajo la dirección de Ortiz de Zárate y logró hacerse con el control de la ciudad. Ortiz de Zárate procedió a liberar de la cárcel a varios generales y militares conspiradores que habían sido encarcelados por el gobierno, entre otros los generales Barrera y González de Lara. Este último se convirtió en el jefe de los rebeldes, aunque la situación de estos era muy difícil. Tras el fracaso de la sublevación en Madrid partieron hacia Guadalajara varias columnas de milicianos, policías y guardias civiles al mando del coronel Ildefonso Puigdengolas. El 22 de julio las fuerzas republicanas lograron derrotar a los sublevados y reconquistar la ciudad tras una breve pero intensa lucha. Ortiz de Zárate fue capturado e inmediatamente fusilado.
Tras la contienda, la dictadura franquista le dio a un Hospital de Guadalajara su nombre.